# Eem Formatie
De Eem Formatie (sic) is een Nederlandse lithostratigrafische eenheid behorende tot de Boven-Noordzee Groep. De formatie heeft een mariene facies en bestaat uit vaak schelphoudende zanden en kleien. De Eem Formatie is uitsluitend afgezet tijdens het Eemien.

## Naamgeving
Harting (1874, 1875) gebruikte de term Eem (Système Eémien) voor het eerst. Hij gebruikte deze term om er een pakket zanden en kleien met mariene schelpen mee aan te duiden dat hij aantrof in de ondergrond van Amsterdam en Amersfoort. Hij vernoemde deze lagen naar het riviertje de Eem dat in de Eemvallei bij Amersfoort stroomt. Aanvankelijk werd ook de naam Eemstelsel vaak gebruikt.
Zagwijn (1961) voert de Eem Formatie formeel in. Hij deed dit op grond van afzettingen die hij in een boring in Amersfoort (boring Amersfoort-1) bestudeerde. Vervolgens werd de formatie overgenomen door Doppert et al. (1975).

## Lithologischekenmerken
Grijze matig fijne tot zeer grove zanden (korrelgrootten van 150 – 420 µm). De zanden zijn meestal kalkhoudend en bevatten mariene schelpen. Plaatselijk worden schelpenlagen aangetroffen. Aan de basis bevindt zich soms een laag met veel oesters.

Donkergrijze meestal kalkhoudende kleien, vaak met mariene schelpen en soms onderbroken door schelpenlagen.

### Dominante lithologie
Matig fijne tot zeer grove zanden (korrelgrootten van 150 – 420 µm) met mariene schelpen.

### Ondergeschikte lithologie
Kleilagen met zeer weinig mariene schelpen. Deze komen vooral in glaciale bekkens in grotere dikten voor (> 10 m).

Schelpenlagen.

### Sporadisch voorkomende lithologie
Diatomiet en gyttja.

## Begrenzing

### Ondergrens
De basis van de formatie wordt veelal gekenmerkt door de overgang van schelploze klastische sedimenten naar zanden of kleien met mariene schelpen. Lokaal zijn grind en stenen (uitgespoeld uit keileem), oesterlagen, diatomiet en gyttja aan de basis van de formatie aanwezig. Diatomiet en gyttja worden vooral in de glaciale bekkens aangetroffen. In de voorkomens van de Eem Formatie buiten de glaciale bekkens is de ondergrens scherp; binnen de glaciale bekkens is de ondergrens scherp indien de formatie direct op keileem van het Laagpakket van Gieten (Formatie van Drente) of zanden van het Laagpakket van Twello (Formatie van Kreftenheye) en geleidelijk als ze op glacio-lacustriene klei van het Laagpakket van Uitdam (Formatie van Drente) ligt. De geleidelijkheid is echter schijn: de overgang van een zoetwater- naar een mariene afzetting is altijd goed traceerbaar met geochemisch of paleontologisch onderzoek. Binnen het paleontologische onderzoek zijn vooral de diatomeeën hiervoor bij uitstek geschikt.

### Noord-, West- en Midden-Nederland
De Eem Formatie ligt hier op glaciale afzettingen van de Formatie van Drente (keileem, eolische afzettingen, etc.) of op de rivier afzettingen van de Formaties van Urk en Sterksel.

### Provincie Zeeland (en directe omgeving)
Hier ligt de eenheid vooral op pre-kwartaire afzettingen. Plaatselijk zijn dat de Formaties van Oosterhout, Rupel en Dongen (mariene afzettingen) of op de Formatie van Waalre (rivier-sedimenten).

### Bovengrens
De grens met de bovenliggende formatie varieert sterk en kan scherp zijn maar kan ook geleidelijk verlopen. Vaak gaat kalkhoudend zand met mariene schelpen over in fossielloze, meestal kalkvrije zanden van de Formatie van Boxtel. Plaatselijk ligt de Basisveen Laag (Formatie van Nieuwkoop) op de Eem Formatie. In de Gelderse Vallei wordt de formatie vaak door veen van de Formatie van Woudenberg bedekt.

### Noord-Holland en hetIJsselmeergebied
Hier wordt de Eem Formatie bedekt door rivier sedimenten van de Formatie van Kreftenheye. De grens kan scherp zijn, bijvoorbeeld door een plotselingen toename van de korrelgrootte als de basis van de Formatie van Kreftenheye bestaat uit een geulbodemafzetting met grove sedimenten (grind, houtresten, kleirolstenen, mariene schelpen, etc.). Door de aanwezige mariene schelpen kan de overgang tussen beide eenheden (als er sprake is van een klein verschil in korrelgrootte) ook minder duidelijk zijn en soms niet goed aangewezen worden. Vaak wijst de conservatie van de schelpen echter uit tot welke formatie de afzetting behoort.

### Kustgebied van Noord-Holland en hetwaddengebied
De grens wordt hier lokaal gevormd door de mariene lagen van de Formatie van Naaldwijk die sterk lijken op de afzettingen van de Eem Formatie. Hoewel dit geen lithostratigrafie is, wijzen de meestal aanwezige mariene schelpen altijd uit om welke formatie het gaat.

### Provincie Zeeland (en directe omgeving)
Op de Eem Formatie liggen hier lokaal fluviatiele en paludale klastische sedimenten met een Weichselien ouderdom of mariene afzettingen van de Formatie van Naaldwijk. Soms ligt onder de laatste nog de Basisveen Laag. Daarnaast liggen plaatselijk holocene afzettingen van de Schelde op de Formatie van Eem. Op veel plaatsen is de Eem Formatie tijdens het Weichselien opgeruimd en bevinden zich mariene schelpen uit het Eemien in de fluviatiele zanden uit het Weichselien. Een complicerende factor is dat in dit gebied ook marien estuariene afzettingen uit het Oostermeer Interglaciaal aanwezig zijn, herkenbaar aan de aanwezigheid van Corbicula fluminalis (fossiele vorm). Deze afzettingen werden vroeger tot de Eem Formatie gerekend. Zij kunnen lokaal in situ aanwezig zijn maar ook door remaniëring opgenomen zijn in de Eem Formatie of in de fluviatiele zanden uit het Weichselien.

## Overige kenmerken
Vaak is een betrekkelijk rijke mariene schelpenfauna aanwezig. Deze fauna bevat veel soorten die in Nederland alleen in de Eem Formatie voorkomen. Kenmerkende soorten die vrij veel voorkomen zijn onder andere Venerupis senescens, Mimachlamys varia, Bittium reticulatum. Niet beperkt tot deze formatie maar eveneens veelvoorkomend zijn onder andere Corbula gibba en Nassarius reticulatus. Naast deze mollusken komt Echinocyamus pusillus (zeeboontje), een kleine zee-egel, regelmatig voor maar ook deze soort is niet beperkt tot de Eem Formatie.

## Stratotype
Boring Amersfoort-1 (boring nr 32B119) werd door Zagwijn (1961) gebruikt om het interglaciaal Eemien te definiëren. Deze boring werd daarnaast beschouwd als typelocatie voor de Eem Formatie . Aangezien het interglaciaal in deze boring verre van compleet is en wordt onderbroken door hiaten in de sedimentatie, is voor het Eemien een nieuwe typelocatie gezocht in een sedimentaire setting die completer was. Deze werd gevonden in boring Amsterdam-Terminal (boring nr 25E0913). Deze boring doorboort vooral kleilagen die zijn afgezet in een diep glaciaal dal (glaciaal bekken). Deze facies geeft een meer continue sedimentatie waardoor minder hiaten aanwezig zijn. Deze locatie is niet de oorspronkelijke typelocatie en is daarom een parastratotype. Boring Amersfoort-1 is het holostratotype maar wordt alleen gebruikt om de mariene randfacies te beschrijven.
Beide boringen worden dus gebruikt om zowel de etage Eemien als de lithostratigrafische eenheid Eem Formatie mee te definiëren.

### Holostratotype
Boring Amersfoort-1 (boring nr 32B119), tussen 13,21 – 27,71 meter onder maaiveld,
Coördinaten: X 157.030, Y 463.560 (52° 09' 35" NB, 5° 25' 00" OL),
Maaiveldhoogte: 2,70 meter boven NAP.

### Parastratotype
Boring Amsterdam-Terminal (boring nr 25E0913), tussen 28,10 – 63,50 meter beneden maaiveld,
Coördinaten: X 122.780, Y 487.920 (52° 22' 39" NB, 4° 54' 50" OL),
Maaiveldhoogte: 1,45 meter boven NAP.

## Verbreiding
Zie het kaartje.

## Samenhang met andere eenheden
Het Bruine Bank Laagpakket in de Noordzee wordt gerekend tot de Eem Formatie. Binnen dit mariene laagpakket dateren afzettingen uit het Eemien doch door de lagere ligging gaat de mariene sedimentatie nog tijdens het Weichselien door. In de glaciale bekkens van Amsterdam en Flevoland bevindt zich aan de basis van de mariene lagen die tot de Eem Formatie behoren soms een diatomiet. Deze laag wordt 'Hartinglaag' of Laag van Harting genoemd, naar zijn ontdekker Pieter Harting. In glaciale bekkens kunnen sedimenten van de Eem Formatie vertand voorkomen met oudere afzettingen, vaak behorend tot de Formatie van Drente. Dit komt doordat oudere sedimenten vanaf de helling van het bekken de zee in zijn gegleden over afzettingen die in de Eemzee al waren afgezet. Boven het afgegleden oudere sediment ging de mariene sedimentatie door waardoor een laag met ouder sediment in het jongere ingeschakeld zit.

## Relatie met vroeger gebruikte eenheden
De Eem Formatie zoals beschreven door Doppert et al. (1975) komt niet volledig overeen met de huidige definitie (stand 2007). Afzettingen die niet meer tot de Eem Formatie worden gerekend zijn:
- Afzettingen met veel schelpen die uit het Eemien afkomstig zijn in Zeeland en de omgeving van Den Haag worden nu onderscheiden als Laagpakket van Ockenburg dat tot de Formatie van Kreftenheye wordt gerekend. De nog vroeger onderscheiden Afzetting van Vlissingen en Afzetting van Schouwen (beide ook wel als formatie aangeduid) komen grotendeels met dit laagpakket overeen. Hoewel er door sommige stratigrafen van uit wordt gegaan dat in deze gebieden veel van de afzettingen die vroeger tot de Eem Formatie werden gerekend in feite tot de Formatie van Kreftenheye behoren, is daar verschil van mening over.
- Veenlagen, o. a. langs de randen van glaciale bekkens zoals de Gelderse Vallei worden nu tot de Formatie van Woudenberg gerekend.